# Anyaistennő
Az anyaistennő a legfőbb rangra emelkedett nőnemű istenség, aki a természet, az anyaság, a termékenység, a teremtés és pusztítás képviselője vagy megszemélyesítője. 
Ha egyenlővé válik a Földdel és a természeti világgal, akkor Földanya néven is nevezik. Egyéb elnevezései: Magna Mater, Nagy Istennő.
A kezdeti társadalmakban előtérbe kerülő természeti istenek közül természetszerűleg emelkedett ki a Földanya-istennő, mint a Föld létfontosságú termékenységének, e titokzatos és befolyásolhatatlan természeti erőnek a tükröződése. E társadalmak emberei a Hold változásai, a női élet és termékenység, valamint a Föld termékenysége között olyan összefüggést láttak, hogy a termékeny földet anyának képzelték (antropomorfizmus). 
A szülés és szoptatás által az élet eredője és fenntartója; már ősi ábrázolásain is a női nemiség jegyeinek hangsúlyozása látható (ún. Vénusz-szobrok; Willendorfi Vénusz). 

## A különböző kultúrákban

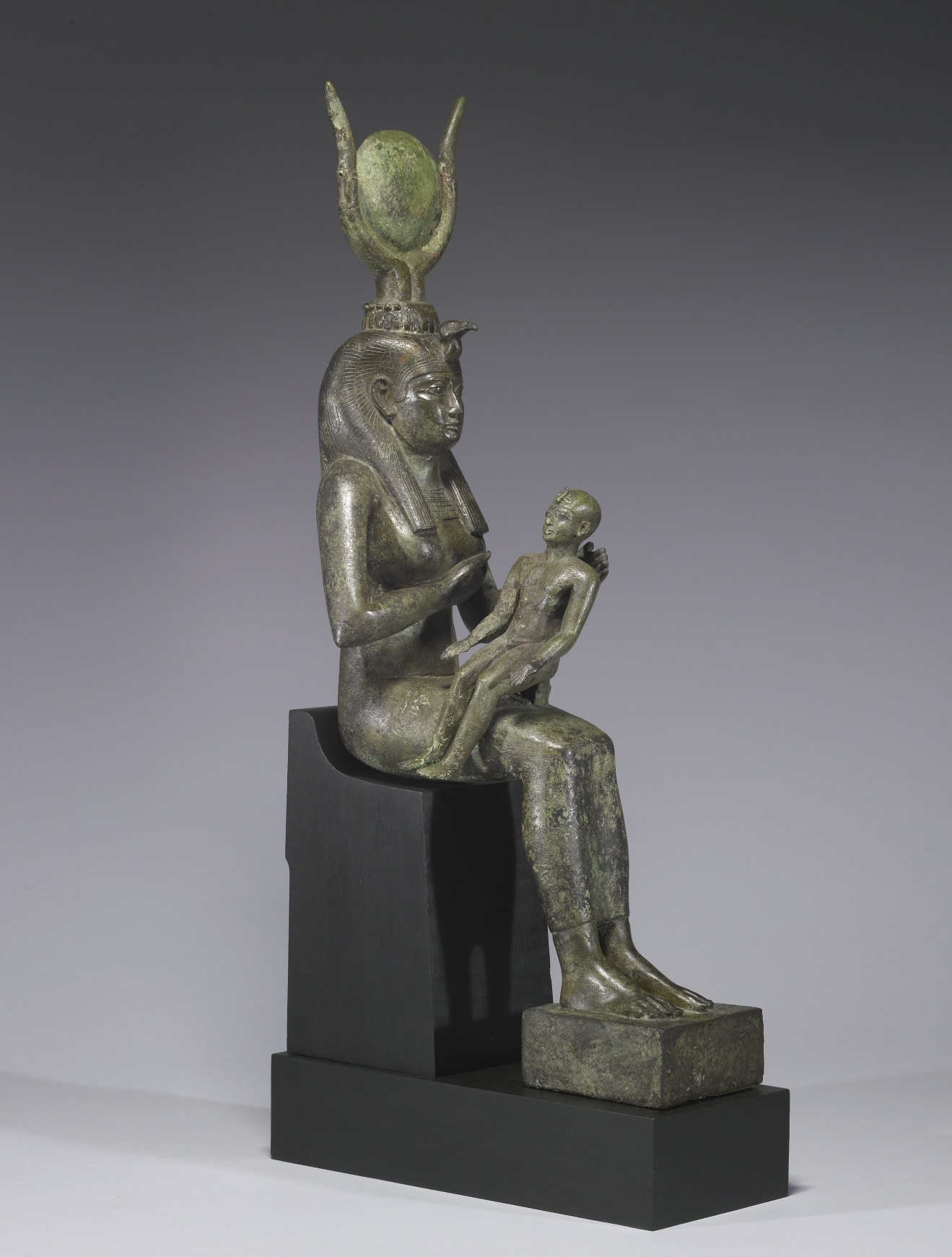
Ízisz a gyermek Hórusszal

Az anyaistennő alakjában az élet és halál, a teremtés és pusztítás ellentétpárja egyesül, mint a természet szétválaszthatatlan egysége. Ehhez a jelentésréteghez a meghaló és feltámadó istenségek mítoszai is kapcsolódhatnak (pl. Innin/Istar/Astarta és → Dumuzi/Tammuz → Ízisz és → Ozirisz, →Kübelé és →Attisz, valamint → Afrodité/Venus és → Adónisz története). 
A termékenységet szimbolizáló anyaistennők általános attribútuma a kagyló, a víz, a barlang, a gabona/búza, a harang/csengő, az edény, a csillag/bolygó, a Hold, a virág. A virágzó, termő fák, ágak, valamint a hegyek, amelyekből az éltető források erednek, szintén utalhatnak rá. Szimbolikája az elemek közül a víz (mint kaotikus ősanyag) és a föld (a termő, és a pusztulás után mindent elnyelő anyaföld) jelentéseihez kapcsolódik. 
Kultusza megtalálható volt:
- az ókori Kis-Ázsiában: Magna Mater, Kübelé
- az ókori Egyiptomban: Ízisz, Mut
- az ókori Perzsiában: Anahita (wd)
- az ókori Kánaán: Astarté

### Ókori Mezopotámia
- az ókori Mezopotámiában: Inanna, Istár

A sumer mitológia megkülönbözteti a Földanyát, Ninhurszagot a föld mélyének istennőjétől. Ninhurszag egyes mítoszokban (Enkivel együtt) embert teremtő istennőként is szerepel. 

## Európában

### Görög-római vallás
A görög-római mitológiában a kozmikus létezők és istenek, istengenerációk származása kötődik az anyaistennőkhöz, Gaia földanyához és Rheához.
A természet, a vegetáció megújulásának biztosítója Démétér (Ceres). 
A görög panteonban számos istennő viselt anyai vonásokat, nemegyszer mint például Artemisz vagy Pallasz Athéné esetében, egyben megőrizve szűzi mivoltukat is. Görög földön a legnépszerűbb anyaistennő Gaia (Gé) vagy Démétér volt. (Római megfelelője Tellus, Ceres.) 
A hellenizmus kori Ízisz-misztériumvallásban az életerő, a lelki megújulás és a halhatatlanná válás jelképe; ez a spiritualizált jelentés fejlődik ki Apuleius Ízisz alakjában is, amely a keleti és antik anyaistenségek szinkretizált alakja. 

### Kelták
A kelták feltehetőleg Danu anyaistennőről nevezték el a Dunát is, felcserélve a folyónak régebbi, Iśter nevét, ami a mezopotámiai anyaistennővel, Istárral kapcsolható össze.

## Kereszténység
Az ókori anyaistennő-kultusz gondoskodó-védelmező funkciója és az ehhez kapcsolódó szimbolika az ortodox és katolikus kereszténységben a Mária-tiszteletben él tovább. 
Sok tudós szeret párhuzamot vonni az Ízisz-mítosz és Szűz Mária története között, mert mindkettőben vannak apa nélküli, vagy az istenségtől való szűznemzéssel, az anya és gyermek között tápláló (az ábrázolásokon is megjelenő) kötelékkel, és a fiúnak az apával való eggyé válásával kapcsolatos elemek. A Mária-képek eredetét, továbbá a Madonna és a kisded ábrázolását is feltételezik, hogy más kultúrákból vették át. A Fekete Madonna tanulmányozása új lendületet kapott a 20. században, és számos szakértő gyűjtött bizonyítékokat arra, hogy az archetipikus Madonnát és kisdedet (ahogy képek százai mutatják őket Európa-szerte), illetve keresztény ábrázolásait valójában más kultúrák előzték meg. 
Szűz Mária megkülönböztetett tisztelete nem azonos fokú Isten imádásával, de több a szentek tiszteleténél. Legkezdetibb nyomai a 2. században fedezhetők fel. A korai keresztény írók mint Isten anyját kezdték el magasztalni.  A bizánci művészet királynői méltóságban, hieratikus fenségben és az anyaságot hangsúlyozva egyaránt megjeleníti. A középkori Van Eyck testvérpár genti oltárán Mária királynői fenségben, az Isten jobbján látható. 
A Sarlós Boldogasszony és a Gyümölcsoltó Boldogasszony kifejezések mutatják, hogy a magyarok Nagyasszonya a termékenységet elősegítő istenanya helyére lépett.

## Buddhizmus

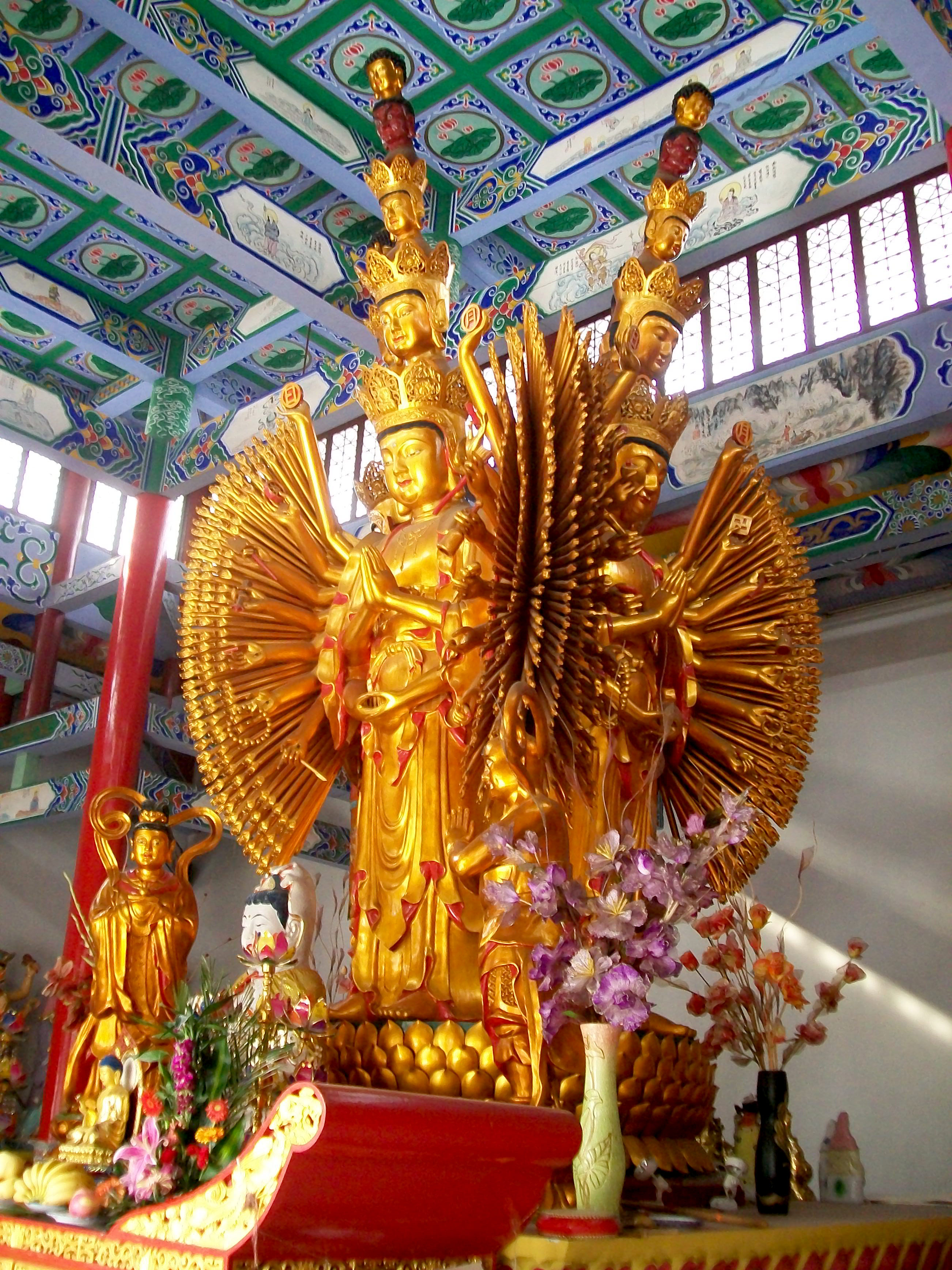
A sok karú Avalókitésvara. Anhuj, Kína

A mahájána buddhizmus legnépszerűbb, a 8. századtól elsősorban női alakban ábrázolt bodhiszattvája, Avalókitésvara Kuan-jin a könyörületesség, az üdvösség megtestesítője. Gyakran három szemmel és több karral ábrázolták, attribútuma a lótusz és a Bölcsesség nyitott könyve. Az anyaság és a csecsemők védelmezőjeként tisztelték, a bűnök elengedéséért és a szenvedések enyhítéséért imádkoztak hozzá. 

## Hinduizmus

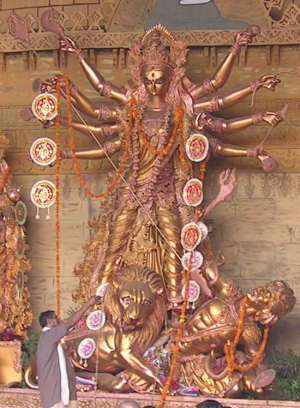
Durgá anyaistennő

Az anyaistennők kultusza ma is megtalálható a hinduizmusban.
A hindu nézet alapján az "Isteni Anya", Mahádéví a Természet anyja. Ő maga a Természet. Az egész világ az ő teste. Mahadéví az Abszolút teremtő aspektusa. A Kozmikus Energia az Anyaistennőben ölt testet, őt jelképezi. Jelképesen nőnemű, de valójában se nem nő, se nem férfi. Egy olyan erő, amely különböző formákban mutatja meg magát. Ő az univerzumban lévő élet központja. Ő hatja át életenergiájával az univerzumot. Megjelenési formáinak száma végtelen.  
A hindu mitológiában Siva női párjaként szerepel. A későbbi patriarhális társadalom kialakulása után feleségként jelenik meg. Ekkor a teremtőerő ketté válik, a férfi teremtőerő Siváé, a női teremtőerőt a felesége birtokolja.

### Saktizmus
A hinduizmus egyik ága, a sáktizmus istentiszteletének középpontjában különböző neveken áll (Sakti (Adi Parasakti), Dévi (Mahádévi), Durgá, Párvati, Káli), mint az abszolút, legmagasabb Istenség. Az irányzat követőit saktáknak hívják, mert ők az abszolút elvnek a Saktit (energia, erő, hatalom) tekintik és mint női istenségként tisztelik.

### Tantrizmus
A tantrizmus a Saktit a prakritivel (anyagvilág) azonosítja. A test ily módon az istenség székhelye. Az istennő testét – csakúgy mint híveiét – a szanszkrit ábécé ötven betűje alkotja. A tántrikák által gyakorolt szertartások során jelenik meg a Kundalini-sakti, a szertartás célja a kígyó-erő felébresztése. Az elmélet szerint a gerincoszlop végén, kígyó formában szunnyad az isteni energia. Ezt a csakrákon keresztül, a fejtetőn kell kiáramoltatni Siva felé. Siva szimbolizálja a tudatot, a Sakti pedig az aktiváló erőt és energiát. Ez a legmagasabb, felsőbbrendű én, az Istenbe olvadás öntudati fokozata, az emberi és isteni tudat egyesülése. Az elmélet része a finomtest-fiziológia is, amely szerint a testben sok ezer csatorna (nádi) van. Minden csatorna valamilyen istent, erényt vagy jótettet jelöl, amelyeket a gyakorlat végzője magába szív, ezáltal egyenlővé válik vele.